# Callista Roy
Callista Lorraine Roy (* 14. Oktober 1939 in Los Angeles) ist eine US-amerikanische Pflegetheoretikerin und Professorin. Sie entwickelte die Adaptionstheorie und das darauf basierende Pflegemodell.

## Leben
Callista Roy wurde in Los Angeles als zweites der vierzehn Kinder von Pirth Hemenway und Fabien Roy geboren. Sie trat in die Kongregation der Sisters of St. Joseph of Carondelet ein und wurde demgemäß fortan meist „Sister Roy“ genannt. Sie studierte zunächst am Mount Saint Mary’s College in Los Angeles Pflegewissenschaft, arbeitete anschließend als Stationsschwester und in der Verwaltung des St. Mary’s Hospital in Tucson, Arizona und des St. Joseph’s Hospital in Lewiston, Idaho. Sie setzte ihre Studien an der University of California, Los Angeles fort, die sie mit einem Master of Science in Pädiatrischer Pflege abschloss. Es folgte ein M.A.-Studium der Soziologie und die Promotion, ebenfalls in Los Angeles. Postdoktorale Studien als Post Doc Fellow an der University of California, San Francisco in neurowissenschaftlicher Pflege folgten. Im Rahmen ihrer Tätigkeit als Dozentin unterrichtete sie unter anderem an der Universidad de La Sabana in Kolumbien, Universidad Autonoma de Nuevo Leon in Mexico, Universität Lund in Schweden und der Universidad de Concepción in Chile. Sie unterrichtet heute an der William F. Connell School of Nursing am Boston College.
Roy beschäftigt sich neben der Weiterentwicklung und Erforschung der theoretischen und philosophischen Basis des von ihr entwickelten Adaptionsmodells im Rahmen der Roy Adaptation Association auch mit Konzepten der pflegewissenschaftlichen Erkenntnistheorie.

## Ehrungen
Die American Academy of Nursing und die Massachusetts Registered Nurses Association würdigten Callista Roy 2007 als Lebende Legende. Sie hat vier Ehrendoktortitel und eine Reihe von Auszeichnungen erhalten.

## Veröffentlichungen
Roy hat über 130 fachwissenschaftliche Aufsätze und Publikationen verfasst, darunter elf Bücher, die in zwölf Sprachen übersetzt wurden, darunter The Roy Adaptation Model, Nursing Knowledge Development and Clinical Practice und Conceptual Models for Nursing practice.